# Esen Buka
Esen Buka (? - zm. ok. 1320) – chan z rodu Czagataidów, panujący od roku 1309 aż do śmierci.

## Przed objęciem władzy
Był synem Duwy (ok. 1282 - 1307). W roku 1305 został wysłany przez swojego ojca aby objąć władzę nad ułusem należącym niegdyś do jego brata, Kutluka Kuczy, obejmującym w przybliżeniu tereny dzisiejszego Afganistanu i wschodniego Iranu. Ponieważ jednocześnie Duwa rozpoczął wojnę z Czeperem (1303 - 1306), Esen Buka musiał walczyć z jego bratem, Sarbanem, który od kilkunastu lat reprezentował interesy potomków Ugedeja (1229 - 1241) na tych terytoriach. W roku 1306 Sarban uciekł jednak do Chorasanu, pod protekcję ilchana Oldżajtu (1304 - 1316). Czeper został pokonany w roku 1306, i marionetkowym chanem rządzącym okrojonym ułusem Ugedeja pod protektoratem Duwy został jego młodszy brat, Jangiczar. Duwa zmarł jednak w następnym roku i jego następca został jego syn, Könczek (1307-1308). Ten zmarł w roku 1308 i kolejnym chanem został Taliku (1308-1309), pochodzący z innej linii niż Duwa, który podjął wrogie działania przeciwko jego synom. To wkrótce doprowadziło do rebelii, i Taliku został pokonany przez młodszego brata Esena Buki, Kebeka (ok. 1320 - 1327). Zamieszanie związane z sukcesją po Duwie wykorzystał Czeper, który wraz ze swoimi braćmi podjął próbę odzyskania dawnej pozycji. Został on jednak pokonany przez Kebeka i ostatecznie uciekł do Chin, gdzie w roku 1310 poddał się Wielkiemu Chanowi. Kurułtaj, który Kebek zwołał w lecie roku 1309 potwierdził niemal całkowitą dezintegrację ułusu Ugedeja. Jego ziemie na południe i zachód od gór Ałtaj przejął Wielki Chan, natomiast większość pozostałego terytorium ułusu zagarnęli Czagataidzi. Kurułtaj zdecydował także że nowym chanem zostanie Esen Buka i Kebek sprawujący wówczas faktyczną władzę w chanacie ustąpił mu miejsca.

## Wojna z Wielkim Chanem
Najważniejszym wydarzeniem panowania Esena Buki była wojna z Wielkim Chanem Bujantu (1311 - 1320). Nowa granica pomiędzy cesarstwem Yuan a chanatem Czagataidów spowodowała, że wiele zimowych i letnich pastwisk czagatajskich plemion znalazło się po stronie chińskiej. Negocjacje jakie ok. roku 1312 Esen Buka rozpoczął w celu rozwiązania tego problemu zakończyły się niepowodzeniem. Jednocześnie sposób przekazywania trybutu jaki chan składał Wielkiemu Chanowi, tradycyjnie utrzymującemu w tym celu wiele bezpłatnych stacji pocztowych, płacącemu za jego transport na terenie Chin i pobyt oraz dary dla przewożących go osób, powodował, że skarb cesarstwa był coraz bardziej obciążony. Niektórzy urzędnicy wzywali do zaprzestania szczególnego traktowania ciągle wzrastającej liczby "wysłanników" Czagataidów, wskazując iż najczęściej są to zwykli kupcy, którzy wykorzystują pozory dyplomatycznej misji do prowadzenia handlu na preferencyjnych warunkach. Kolejnym źródłem napięcia pomiędzy dwoma państwami było przekonanie Esena Buki, że Wielki Chan i Ilchanidzi przygotowują się do wspólnego ataku na jego terytorium. Był to przedmiot odwiecznego strachu Czagataidów, a bezpośrednim jego powodem w tym przypadku było zachowanie się Abiszki, posła Bujantu do Oldżajtu, który prawdopodobnie pod wpływem alkoholu powiedział dowódcy Esena Buki, iż Wielki Chan i ilchan mają taki zamiar. Od roku 1313 Esen Buka rozpoczął zatrzymywanie kolejnych dyplomatów udających się przez ziemie Czagataidów z Chin do Iranu, i mimo iż żaden z nich nie potwierdził wersji Abiszki, nie porzucił on przekonania o zbliżającym się ataku. Jednocześnie zaproponował on przymierze przeciwko potomkom Tołuja nowemu chanowi Złotej Ordy Ozbegowi (1313 - 1341), ten jednak odrzucił propozycję.
W tej sytuacji chan zdecydował się zaatakować pierwszy i uzyskać w ten sposób czynnik zaskoczenia. Jeden z jego urzędników uciekł jednak do obozu dowódcy sił Wielkiego Chana, wielkiego marszałka Tughadżiego. W rezultacie kiedy wiosną 1314 roku Esen Buka zaatakował, przygotowany na taką ewentualność Tughadżi zadał mu klęskę. Po tej porażce chan wysłał misję z prośbą o pokój, twierdząc iż jego akcja była odpowiedzią na atak Tughadżiego. Zwolennikiem pokoju był m.in. inny pograniczny dowódca cesarstwa, Czunkur, który wezwał Esena Bukę do zignorowania Tughadżiego i powrotu do dawnej przyjaźni. Dało to chanowi asumpt do uznania, że może rozprawić się z Tughadżim bez narażenia na szwank całościowych stosunków z Wielkim Chanem. Zanim jednak zaatakował Tughadżiego ten rozbił w zaskakującym ataku jego straż przednią. W odpowiedzi Esen Buka obrabował poselstwo od ilchana Oldżajtu do Wielkiego Chana i doprowadził tym samym do eskalacji konfliktu. Pod koniec roku 1314 chan ponownie zaatakował Tughadżiego i rozegrała się bitwa, według Kaszaniego nierozstrzygnięta, zaś według źródeł chińskich zwycięska dla cesarza. Teraz Bujantu rozkazał ukaranie Czagataidów poprzez przeniesienie wojny na ich terytorium i zajęcie ich pastwisk. W roku 1315 Tughadżi i Czunkur weszli głęboko na terytorium Czagataidów, a w następnym zajęli ich letnie pastwiska nad rzeką Tałas i zimowe w pobliżu jeziora Issyk-kul. Zmusiło to Esena Bukę do wycofania się z zajętego wówczas przez niego Chorasanu w celu ratowania rodzin swoich żołnierzy. Wojska Wielkiego Chana wycofały się z zajętych terytoriów i już na mniejszą skalę wojna była prowadzona przez obie strony aż do końca panowania Esena Buki, przy czym wyraźnie zarysowała się przewaga armii cesarstwa. Chan próbował zmienić tę sytuację w roku 1315 ponawiając w stosunku do Ozbega ofertę przymierza, jednak ten ponownie ją odrzucił. Jedyną dyplomatyczną korzyścią jaką uzyskał Esen Buka było przejście na jego stronę w roku 1316 Kuśali, syna Külüg-chana (1308-1311) i przyszłego Wielkiego Chana Kutughtu (1329), który uciekł do niego po nieudanej próbie buntu w prowincji Shanxi.

## Wojna z Ilchanidami
Walcząc z Chinami Esen Buka na mniejszą skalę zaangażował się także w konflikt z Ilchanidami. Po tym jak opuścił on południe kontrolę nad miejscowymi Mongołami, tzw. Negüderydami, objął początkowo jego młodszy brat It Kul, a następnie Da'ud Kucza, syn lub kuzyn Kutluka Kuczy. Próbował on podporządkować sobie zbuntowanych wodzów Negüderydów, Temüra i Lakczira, oraz zająć Herat. Temür i Lakczir wezwali jednak na pomoc ilchana Oldżajtu, którego połączona z czagatajskimi buntownikami armia w roku 1312 pokonała Da'uda Kuczę i zajęła jego terytorium. Ten poprosił o pomoc Esena Bukę, który wysłał armię złożoną z ponad 60 tys. ludzi, dowodzoną przez Kebeka, Da'uda Kuczę i Jasawura, wnuka Buki Temüra (1272 - 1282). Pokonała ona armię Chorasanu i ścigała jej pozostałości aż do bram Heratu. Jednak z powodu wyczerpania koni, kończenia się zapasów żywności oraz przede wszystkim  ataku wojsk Wielkiego Chana na wschodzie (patrz powyżej), Esen Buka musiał odwołać swoje wojska. Już w trakcie inwazji Chorasanu Jasawur pokłócił się z Kebekiem, który po powrocie oskarżył go o zmawianie się z irańskimi Mongołami. W roku 1316 pomiędzy ich siłami doszło do regularnej bitwy, przy czym wojska Oldżajtu przekroczyły Amu-Darię by interweniować po stronie wnuka Buki Temüra. Jasawur przeszedł teraz na stronę Ilchanidów, a Oldżajtu pozwolił mu na zajęcie pastwisk na terenie Badghis(według Hafiza-i Abru nakazał on także miejscowym emirom aby byli mu posłuszni). Stamtąd Jasawur wraz z chorasańskimi emirami przedsięwziął wyprawę na Mawarannahr i uprowadził z niego wielką liczbę ludzi, osiedlając ich w Chorasanie. Do końca panowania Esena Buki problem zagrożenia z jego strony nie został rozwiązany.